# Lingue slave occidentali
Le lingue slave occidentali sono un ramo delle lingue slave parlate in Europa centro-orientale.

## Distribuzione geografica

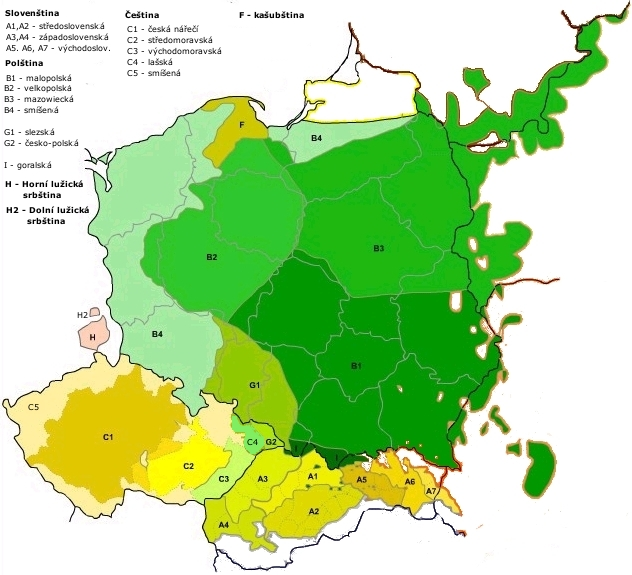
Lingue slave occidentali ed i loro dialetti

Secondo Ethnologue, le lingue slave occidentali sono parlate da circa 54 milioni di persone, stanziate in prevalenza in Germania, Polonia, Repubblica Ceca e Slovacchia.

## Classificazione
Secondo Ethnologue, la classificazione delle lingue slave occidentali è la seguente:
- Lingue indoeuropee
  - Lingue slave
    - Lingue slave occidentali
      - Lingue ceco-slovacche
        - Lingua ceca (codice ISO 639-3 ces)
        - Lingua slovacca (slk)
        - Lingua canaan † (czk)

      - Lingue lechitiche
        - Lingua polacca (pol)
        - Lingue pomerane
          - Lingua casciuba (csb)
            - Dialetto slovinzo

        - Lingua slesiana (szl)
        - Lingua polaba † (pox)

      - Lingue sorabe
        - Lingua soraba inferiore (dsb)
        - Lingua soraba superiore (hsb)

## Storia
La presenza d'un gruppo di dialetti slavi occidentali è riscontrabile già nel periodo delle migrazioni di questi popoli in Europa centrale. Solamente a partire dal VII secolo d.C. è possibile parlare di queste lingue come di un gruppo separato. Dal VII al X secolo ebbe luogo una differenziazione interna che diede vita a due sottogruppi etnico-linguistici: lechitico e sorabo (o lusaziano). Nel IX secolo s'aggiunse il gruppo ceco-slovacco. Il sottogruppo lechitico è rappresentato dal polacco, dal polabo (estinto nel XVII secolo) e dalle lingue pomerane (casciubo e slovinzo,
 estinto nel XX secolo). Il ceco e lo slovacco continuano il gruppo ceco-slovacco (una terza lingua, il canaan o giudeo-slavo scomparve nel Medioevo). Il gruppo sorabo è oggi rappresentato dal sorabo superiore e sorabo inferiore, chiamate anche serbo-lusaziano o lusaziano.

## Sistema di scrittura
Tutte le lingue slave occidentali utilizzano l'alfabeto latino.